# شهرستان یونگشنگ
شهرستان یونگشنگ (به لاتین: Yongsheng County) یک شهرستان‌های جمهوری خلق چین در چین است که در لیجیانگ واقع شده‌است. شهرستان یونگشنگ ۵٬۰۹۹ کیلومتر مربع مساحت و ۳۸۰٬۰۰۰ نفر جمعیت دارد.